# جيمس أوكونور (لاعب اتحاد الرغبي)
جيمس أوكونور (بالإنجليزية: James O'Connor)‏ هو لاعب اتحاد الرغبي أسترالي، ولد في 5 يوليو 1990 في غولد كوست في أستراليا.

## وصلات خارجية
- جيمس أوكونور على موقع دوري الرغبي الممتاز (الإنجليزية)
- جيمس أوكونور عل موقع إسبنسكروم (الإنجليزية)
- جيمس أوكونور على موقع ItsRugby.co.uk (الإنجليزية)